# 不杀生

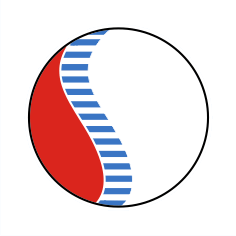

无杀生（英語：Nonkilling）倡导人类社会不应该有杀生 ，不应该有杀生威胁，以及不该存有可助长杀生的环境。

## 介绍
尽管在学术讨论上，无杀生主要探讨的是同人类有关的课题，但其实这个用词也可延用在动物或其它生物的讨论上。无杀生不仅是佛教的重要戒律，例如五戒的第一个戒律就强调“勿杀”，也是其他宗教重视的原则之一。更重要的是， 无杀生获得了第八届诺贝尔和平奖得主世界高峰会议批准，成为无暴力世界宪章中一个重要理念。
无杀生的宗旨包含和平（不存在着战争或引发战争的条件）、非暴力（心理、生理和结构上）和无伤害（在思想、言语和行为上不构成伤害）的概念。无杀生的特点体现在目标的可测量性，以及为了实现目标所采用的开放形式。“非暴力”和“和平”等词语的用法，往往通过抽象概念来进行传统的思辨，但其结果往往会造成消极行为甚至是杀害。从公共健康的视角来看，这些词的用法可以量化，并同具体的目标挂钩， 例如进行预防、干预以及创伤后的转变，以致将杀生完全根除。在以营造一个无杀生社会做为目标时，无杀生没有事先设定任何途径，这种做法同抑制人们杀生的一些意识形态和宗教传统有所不同。由于采取的是开放的形式，无杀生给予人们无限的创意和多元性，通过发展一系列的科学、机构、教育、政治、经济以及精神的途径，不断地促进对教育、研究、社会行动、制定决策等不同领域的探索来达成目标。虽然有着具体的，无杀生在处理社会问题时所涵盖的方面却相当宽泛。
在针对心理挑衅、人身攻击以及对生命构成威胁的折磨等问题时，无杀生会设法根除其社会心理起因。另外，在针对因直接性致命、为了杀生而调动资源而导致人们在社会、经济和机构的条件下被杀害，无杀生意味着将这些剥夺生命的权利根除。当生物的生存受到威胁时，无杀生会主张确保那些维持生命的资源不容易受到侵犯，同时也终止致命性的间接退化。对于因意外而造成的杀害，无杀生主张营造有利于根除意外伤害的社会和科技环境。
格伦·佩奇在《无杀生全球政治学》一书中估计，少过百分之零点五的人类曾杀害其他人。此外，有人类学证据显示，杀生的几率在一些社会和文化中下降至微不足道的水平。在历史上，当人类还是靠采猎来谋生时，其生存的形式集中体现了一个以无杀生为主的社会特性。即使在那时候，人类有百分之九十九是靠狩猎求生存，人类祖先在历史上发生过的暴力与杀害的情况却不多。
广义上，无杀生反对侵略、刺杀、自我灭绝、签约杀人、合伙杀人、文化灭绝、死刑、政府对人类的杀害、家庭谋杀、种族及其文化灭绝、杀害妇女、性别杀害、名誉伤害、杀人祭神、杀婴、杀人、语言灭绝、屠杀、先杀人后自杀、人为所造成的人类灭绝、对城市或国家的刻意性毁灭、对政治体组织者的刻意性毁灭、弑君、校园枪杀、结构性暴力、自杀、恐怖主义、寻求刺激型杀人、诛戮暴力、暴力、战争以及其他直接或间接各种杀害形式。